# Fundación Barenboim-Said
La Fundación Pública Andaluza Barenboim-Said es una fundación adscrita a la Consejería de Turismo, Cultura y Deporte de la Junta de Andalucía constituida en 2004 cuya misión principal es integrar la música en el tejido de la sociedad, según sus propios estatutos. Tiene su sede en la ciudad de Sevilla.
La fundación toma su nombre del músico argentino nacionalizado español, israelí y palestino Daniel Barenboim y el crítico cultural palestino Edward Said. Entre sus proyectos destacan la creación de la West-Eastern Divan Orchestra, la Academia de Estudios Orquestales, ambas con sede en Sevilla, y la Orquesta Joven de Palestina, con sede en Ramala. También edita obras audiovisuales y otras publicaciones.

## Introducción

### ‘West-östlicher Divan’
Con motivo de la celebración de la Capitalidad Europea de la Cultura en la ciudad alemana de Weimar en 1999, el pianista y director argentino-israelí Daniel Barenboim y el intelectual palestino Edward Said pusieron en marcha uno de los proyectos más ambiciosos y reconocidos de sus respectivas carreras. 
Para denominar al proyecto tomaron como lema la frase ‘West-östlicher Divan’, título de una colección de poemas del autor Johann Wolfgang von Goethe –una personalidad central en la historia europea y relacionada con Weimar durante la mayor parte de su vida y que murió en 1832 en esa ciudad del centro de Alemania–. Nacía así la Orquesta West-Eastern Divan, una iniciativa de cooperación internacional que llamó desde el primer momento la atención del público internacional por su arriesgado planteamiento. 
La idea de reunir a jóvenes músicos palestinos e israelíes, acompañados por otros procedentes de los demás países árabes de Oriente Próximo y algunos europeos, para preparar juntos un repertorio ambicioso y alcanzar el mayor nivel musical era solo la excusa para demostrar que es posible la convivencia pacífica entre pueblos tradicionalmente enfrentados. Con la experiencia, se dejó claro que se podía alcanzar una solución no militar al conflicto que se ha enquistado tras décadas marcando la realidad de los pueblos del este del Mediterráneo.

### La Fundación Barenboim-Said
Sin una sede fija en sus primeros años, en los que se celebró entre Weimar y Chicago, la Orquesta West-Eastern Divan fue invitada en 2002 a celebrar su taller de ensayos y convivencia en Andalucía. Tanto el maestro Barenboim como el profesor Said aceptaron la propuesta aludiendo al pasado multicultural de la comunidad y a la creciente importancia de España y Andalucía en el contexto internacional: “España se ha convertido en los últimos 30 años en una de las partes importantes de Europa, antes no lo era. Andalucía debe tener una importancia en esto, porque une puntos que miran a ambos lados. Berlín está en medio y mira a dos lados: París y Moscú. Andalucía creo que también es un lugar clave que podría unir a los países del Mediterráneo, porque podría orientalizar Europa y occidentalizar el Medio Oriente. Andalucía no es solo una región más de España”, aseguraba el director durante el primer encuentro del Divan en Sevilla. “Estaría contentísimo de establecer el taller en un lugar fijo, y Andalucía reúne las condiciones necesarias”, completaba. 
Los deseos de los promotores del proyecto y del gobierno regional cristalizaron en 2004 con la creación de la Fundación Pública Andaluza Barenboim-Said. Desde el primer momento, la institución persiguió un objetivo claro: demostrar que la música no puede aislarse de la sociedad. La Fundación busca, por tanto, integrar la música en el tejido de la sociedad, ámbito del que se ha ido alejando a lo largo del siglo XX como resultado de un movimiento generalizado de especialización común a las diferentes áreas del arte. 
Según había declarado Edward Said durante su visita a Andalucía en el primer verano de celebración del taller, “de lo que estamos hablando es de un proceso en el que el público puede absorber algo que es bastante complejo, tanto si se refiere a la música, a la literatura o a la historia.”

## Daniel Barenboim y Edward Said
La Fundación Pública Andaluza Barenboim-Said lleva nombre del director de orquesta argentino-israelí Daniel Barenboim y del intelectual palestino Edward Said, referentes en la puesta en práctica de los valores universales del diálogo, la convivencia y la cultura de paz. En 1999 fundaron la Orquesta West-Eastern, formada por músicos de Israel y territorios palestinos, motivando la concesión ex aequo del premio Príncipe de Asturias de la Concordia en 2002. El jurado argumenta que “realizan una generosa y encomiable tarea a favor de la convivencia y de la paz, simbolizada en la colaboración de jóvenes músicos que, superando antagonismos históricos, fomenta el diálogo y la reflexión”.

### Daniel Barenboim
(Buenos Aires, 1942), nombre esencial de la historia musical contemporánea, ofreció su primer recital de piano en Buenos Aires con siete años. Desde entonces, se convirtió en gran pianista y fue director de algunas de las orquestas más relevantes del mundo, como la Orchestre de Paris (de 1975 a 1989), la Chicago Symphony Orchestra (de 1996 a 2001) o la Staatskapelle Berlin, de 1992 hasta hoy.
Además de su extenso trabajo musical,  mantuvo una actitud activa para lograr relaciones entre Israel y los países de su entorno, integrando principios de paz, diálogo y reconciliación. Entiende que “la orquesta no conseguirá la paz; [sino] entendimiento, paciencia, valor y curiosidad para escuchar al otro. No es un mensaje político, sino de humanidad y solidaridad en favor de la libertad que Palestina y toda la región necesitan”. Igualmente sostiene que “los destinos del pueblo palestino e israelí están unidos de manera inseparable; por eso, el bienestar, la justicia y la felicidad de unos estarán unidos, necesariamente, a los mismos sentimientos para los otros”. 

### Edward Said
(Jerusalén, 1935 – Nueva York, 2003), licenciado en Princeton y doctorado en Harvard, fue profesor de literatura inglesa y comparada en la Universidad de Columbia, en Nueva York. Enseñando a Barack Obama entre otros. Said dirigió su actividad profesional a la docencia universitaria en varias de las principales universidades estadounidenses y a la investigación y crítica de obras literarias, musicales y de otras artes. Se convirtió en uno de los críticos culturales más reconocidos en las últimas décadas y un respetado activista político a favor de la causa palestina. En 1978 publicó su obra esencial, Orientalismo, piedra angular de los estudios académicos sobre las relaciones del mundo occidental con las sociedades de Oriente Próximo y Medio. Compartió con Barenboim el ideal de coexistencia de dos estados y en el rechazo a las posturas extremistas en uno y otro bando. Su viuda, Mariam Said, miembro del patronato de la Fundación, trabaja desde entonces para que el legado del profesor siga ocupando el lugar de relevancia que le corresponde.

## Objetivos de la Fundación
Con la creación de la Fundación Pública Andaluza Barenboim-Said, la Junta de Andalucía ha hecho propios una serie de objetivos muy ambiciosos que buscan, esencialmente, utilizar la música como el vehículo para la transformación de la sociedad y el avance hacia una mayor cooperación entre culturas y pueblos a uno y otro lado del Mediterráneo. 
Siguiendo los documentos fundacionales de la institución, la Fundación Pública Barenboim-Said tiene los siguientes objetivos:
- Promover el espíritu de paz, diálogo y reconciliación, fundamentalmente a través de la música. En ese espíritu, será un referente esencial la historia de convivencia pacífica a lo largo de los siglos en Andalucía entre las distintas culturas.
- Promover la acción formativa y educativa en el ámbito de la música, siempre con el objetivo de la formación integral humanística.
- Elaborar, promover, ejecutar y difundir proyectos de formación y cooperación al desarrollo en Andalucía, en Palestina y en otros países de Oriente Próximo.
- Promover la investigación, la experimentación musical y la formación al profesorado.
- Promover el intercambio de información sobre cuestiones relativas a los derechos humanos, a la lucha contra el racismo y la xenofobia garantizando el respeto a la diversidad y al pluralismo.

## Proyectos

### Orquesta West-Eastern Divan
“West-Eastern Divan” es originalmente el título de una obra de Johann Wolfgang von Goethe. Los fundadores de la orquesta subrayan que “Goethe fue uno de los primeros alemanes verdaderamente interesado en otros países, ya que empezó a aprender árabe con más de 60 años”.
Daniel Barenboim y Edward Said crean en 1999 un taller para jóvenes músicos de Israel y otros países de Oriente Medio con el propósito de combinar el estudio y el desarrollo musical con compartir el conocimiento y la comprensión entre culturas que han sido tradicionalmente rivales. En este, mejoran su nivel musical mientras conviven con jóvenes de países que pueden estar en situaciones de conflicto con el suyo propio.
El West-Eastern Divan no es únicamente un proyecto musical. Es, también, un foro para el diálogo y la reflexión sobre el problema palestino-israelí. Dentro de este modelo, estableciendo vínculos interculturales, la orquesta proporciona un buen ejemplo de democracia y convivencia civilizada.
El proyecto, dirigido por Daniel Barenboim y Mariam Said, y financiado por la Junta de Andalucía y el Administrador de Infraestructuras Ferroviarias (Adif), es objeto de admiración en todo el mundo por lograr combinar el amor por la música con la mejora del entendimiento entre las culturas. Desde sus inicios, hace de la música es un instrumento útil para romper barreras consideradas infranqueables.
Aunque está claro que la música no resolverá el conflicto árabe-israelí, sí cobra importancia en el acercamiento entre las personas. El único aspecto político que se extiende por el taller es el acuerdo acerca de que no existe una solución militar al conflicto. La base de la orquesta la constituyen músicos árabes –procedentes de los Territorios Palestinos y los países de Oriente Próximo– e israelíes en igual número, acompañados de músicos españoles. 
Cada año, la Fundación Barenboim-Said concede becas a músicos particularmente destacados para estudiar en Europa o en EE. UU. Estas becas posibilitan que determinados estudiantes especialmente dotados y con recursos económicos limitados hayan podido acceder a una formación musical de excelencia. Algunos de los beneficiados con estas becas ocupan ahora puestos en la Orquesta Filarmónica de Israel, la Orquesta Sinfónica de Damasco y la Opera de El Cairo, entre otros.
El Taller del West-Eastern Divan se celebra cada verano a lo largo de varias semanas en Andalucía. Con un plan de trabajo intensivo (cada sesión ocupa un día entero y combina diferentes actividades), los jóvenes artistas desarrollan sus habilidades musicales en un ambiente adecuado. También discuten temas diversos y distintos puntos de vista sobre el conflicto árabe-israelí. Una vez finalizado este periodo de trabajos se inicia la gira de la Orquesta West-Eastern Divan. 
Desde 1999, la Orquesta West-Eastern Divan actuó en numerosos países de Europa (España, Alemania, Reino Unido, Francia, Suiza, Bélgica, Turquía, Portugal, Italia, Austria, Noruega, Suecia, Dinamarca y Rusia), de América (Estados Unidos, la República Dominicana, Colombia, Venezuela, Ecuador, Argentina, Uruguay y Brasil), así como en Rabat (Marruecos), Ramala (Territorios Palestinos) y Doha (Catar).

Discografía (Warner Classics):  Live in Geneva - The Ramallah Concert - documental Knowledge Is The Beginning, (premio Emmy Internacional) - Live in Berlin - Live from the Alhambra

### Academia de Estudios Orquestales
A través de la Academia de Estudios Orquestales, Daniel Barenboim transmite su visión sobre la formación del músico de orquesta centrada en la relación existente entre director e intérprete. Tiene como objetivo perfeccionar las capacidades artísticas, musicales y técnicas de sus alumnos en cada una de las especialidades instrumentales, de manera que les permita abordar la interpretación del repertorio individual, de cámara y orquestal de las mismas. Dentro de esta línea de actuación destacan los lazos tejidos con la Orquesta Joven de Andalucía (OJA), creando sinergias para ambas, ampliando para los jóvenes intérpretes la oferta formativa y el desarrollo musical y humano.
Dentro de la línea de actuación marcada para la Academia para los próximos años destaca el fortalecimiento de los lazos con la Orquesta Joven de Andalucía (OJA). El objetivo primordial a medio plazo está establecido en aumentar las sinergias entre ambos proyectos, ampliando por tanto la oferta formativa ofrecida a los jóvenes intérpretes de ambas instituciones y favoreciendo su desarrollo musical y humano. 
La visión de Daniel Barenboim de la orquesta y del músico, de la relación entre director e intérpretes, se basa en conceptos como actitud y aptitud, una formación que no sólo consiste en la adquisición de información, en la que se desarrolle la sensibilidad y no únicamente el talento técnico de los músicos. En esta el músico es también una persona que debe adquirir una formación humanista y universalista, vinculada a la sociedad. 
Las especialidades instrumentales que se imparten en la Academia incluyen flauta, oboe, clarinete, fagot, trompa, trompeta, trombón, tuba, percusión, arpa, violín, viola, violonchelo, contrabajo y piano para acompañamiento. El equipo de profesores de la Academia está integrado por solistas de la prestigiosa orquesta Staatskapelle de Berlín.
Desde 2007 la Fundación imparte en Sevilla, con la Universidad Internacional de Andalucía, el Máster de Interpretación Orquestal. Concebido para especializar y capacitar a los jóvenes músicos para su inserción laboral en una orquesta sinfónica, abarca las diferentes especialidades instrumentales de la misma.

### Educación Musical en los Territorios Palestinos e Israel
Tras varios conciertos ofrecidos en Ramala por el maestro Barenboim, la Fundación Pública Andaluza Barenboim-Said ha desarrollado un programa de educación musical en los Territorios Palestinos de Cisjordania y en Israel con el objetivo principal de apoyar el desarrollo de una estructura sostenible de educación musical para crear la Orquesta Joven Palestina y contribuir al crecimiento de actividades artísticas y musicales de la zona. De este modo nacieron el Jardín de Infancia Musical Edward Said, en el que se presta especial atención a la importancia de la música en las primeras fases del desarrollo educacional de los niños,
y el Centro de Música Barenboim-Said, donde un equipo internacional de profesores imparte clases instrumentales y de canto a más de un centenar de jóvenes palestinos. Asimismo la Fundación apoya el Conservatorio Barenboim-Said de Nazaret (y el de Jaffa, Israel) y coopera con numerosas instituciones locales como The Palestinian Medical Relief Society, el centro musical Al Kamandjati, la Fundación Al-Qattan, el Instituto Goethe, la Escuela Schmidt en Jerusalén, y la Escuela Evangélica Árabe en Ramala.
En 2009, la Fundación Pública Andaluza Barenboim-Said produce la ópera “La Sultana de Cádiz”, inspirada en obras del compositor español Juan Crisóstomo de Arriaga, con un elenco de músicos y de cantantes exclusivamente palestinos, niños y niñas participantes en los proyectos de la Fundación en Palestina.
De nuevo en 2010 la Fundación reforzó su papel como dinamizador cultural de los Territorios Palestinos ofreciendo a la población una programación musical estable. Para ello se organizó un Ciclo de Conciertos Barenboim-Said en el que participaron grandes intérpretes del panorama musical clásico actual, entre los que destacan las pianistas Andras Schiff y Elisabeth Leonskaja. Asimismo, dentro de este ciclo se ofrecieron conciertos y clases magistrales impartidas por jóvenes promesas como los pianistas Bishara Harouny, Karim Said y David Kadouch, el clarinetista Kinan Azmeh y la violonchelista Alisa Weilerstein y varios conciertos a cargo del profesorado de la Fundación Barenboim-Said destinado en Ramala.

### Educación Musical en Andalucía
La Fundación Barenboim-Said desarrolla, en colaboración con la Consejería de Educación, un proyecto de Educación Musical Infantil en Andalucía, con el objetivo de:
- Potenciar la formación musical en los primeros años del proceso educativo, y favorecer así una visión más humanística del mundo.
- Ayudar a los niños y niñas andaluces a expresar su musicalidad con métodos y materiales específicos, ofreciendo y coordinando un programa desarrollado por personal altamente cualificado.
- Profundizar en el acercamiento a la música mediante conciertos en los Centros Públicos de Educación Infantil.
- Colaborar con el profesorado de Educación Infantil ofreciéndoles programas de formación musical.
- Crear, mediante sucesivos cursos de formación en Educación Musical Infantil, una figura profesional altamente cualificada: el especialista de música.

El proyecto, dirigido tanto a niños de segundo ciclo de Andalucía como a profesores de centros públicos de Andalucía, y jóvenes músicos con experiencia docente, llega a 2600 alumnos distribuidos en veintitrés colegios de educación infantil y primaria de las provincias de Sevilla, Málaga y Córdoba.
Este año laboral, en la primera edición del Máster en Educación Musical Infantil que la Fundación imparte junto con la Universidad Internacional de Andalucía, se prepararon una veintena de expertos en educación musical infantil para dedicarse a la enseñanza musical dirigida a los alumnos de educación infantil y primaria. 
Además, la Fundación celebra cada año varios encuentros de iniciación musical durante las vacaciones escolares, con una doble finalidad: acercar a la música a estudiantes que no reciben formación musical de manera habitual y contribuir a la conciliación de la vida laboral con la vida familiar de sus padres.